# دیوران
دیوران، روستایی است از توابع بخش لاریجان شهرستان آمل در دهستان نمارستاق.
این روستا از پیشینه زیادی برخوردار بوده و به دلیل سکونت پادشاهان (دیوان) به نام دیوان نامگذاری شده است
روستای دیوران آخرین روستای نمارستاق است

## جمعیت
این روستا در دهستان نمارستاق قرار داشته و براساس آخرین سرشماری مرکز آمار ایران که در سال ۱۳۸۵ صورت گرفته، جمعیت آن ۹۸ نفر (۲۵خانوار) بوده‌است.